# الاتحاد الإفريقي لكرة الطائرة
الاتحاد الأفريقي لكرة الطائرة هو اتحاد رياضي لكرة الطائرة، وينضم الاتحاد مجموعة من البطولات للمنتخبات الإفريقية وأنديتها.ويضم الاتحاد جميع الدول الإفريقية الممارسة للعبة. وينقسم الاتحاد إلى :شمال إفريقيا، غرب إفريقيا، وسط إفريقيا، وجنوبها وشرقها. كما ينضم مجموعة من البطولات منها: بطولة إفريقيا للأمم. وبطولة إفريقيا للأندية للرجال والسيدات.